# Caroline Groot
Caroline Groot (Andijk, 4 september 1997) is een Nederlands wielrenster en baanwielrenster. Groot komt uit in de C5 klasse van het para-cycling. Ze is meervoudig wereldkampioen baanwielrennen para-cycling.

## Belangrijkste resultaten
2018
- Wereldkampioenschappen baanwielrennen, 500m tijdrit
- Wereldkampioenschappen baanwielrennen, scratch

2019
- Wereldkampioenschappen baanwielrennen, 500m tijdrit

2020
- Wereldkampioenschappen baanwielrennen, 500m tijdrit
- Wereldkampioenschappen baanwielrennen, scratch
- Wereldkampioenschappen baanwielrennen, omnium
- Paralympische Zomerspelen 2020, 500m tijdrit[1]